# Alfred Wilhelm Volkmann
Alfred Wilhelm Volkmann, född 1 juli 1801 i Zschortau, död 21 april 1877 i Halle an der Saale, var en tysk fysiolog. Han var far till Richard von Volkmann.
Volkmann blev 1826 medicine doktor, 1828 docent och 1834 extra ordinarie professor vid Leipzigs universitet samt utnämndes 1837 till professor i Dorpat och 1843 till professor i fysiologi i Halle an der Saale.